# Cæsar Peter Møller Boeck
Pour les articles homonymes, voir Boeck.
Cæsar Peter Møller Boeck (28 septembre 1845 - 17 mars 1917) était un dermatologue norvégien. On le connaît surtout pour la description de la sarcoïdose, également connue comme maladie de Boeck.